# Memed, mein Falke
Memed, mein Falke ist ein jugoslawisch-britischer Film aus dem Jahr 1984, bei dem Peter Ustinov Regie führte, das Drehbuch schrieb und eine der Hauptrollen spielte. Er ist eine freie Adaption des Romans Memed mein Falke von Yaşar Kemal aus dem Jahr 1955. Alternativer Titel ist The Lion and the Hawk.

## Inhalt
Türkei, 1923: Der junge Bauer Memed liebt die junge Hatche, die jedoch den unattraktiven und ständig essenden Neffen des Gouverneurs und Großgrundbesitzers Abdi Aga heiraten soll. Gemeinsam fliehen Memed und Hatche in die Berge, beide verbringen die Nacht zusammen. Als Abdi Aga, seine Männer und Hatches Vater zu ihnen aufschließen, erschießt Memed den Neffen Abdi Agas, den er für den Gouverneur selbst hält. Da Hatche von ihm zu ihrem Vater flieht, schließt sich Memed den Briganten an, die in den Bergen leben.
Abdi Aga lässt vor Gericht feststellen, dass nicht Memed, sondern Hatche seinen Neffen ermordet hat. Im Gefängnis erwartet sie ihren Prozess, die Zelle teilt sie sich mit Memeds Mutter. Unterdessen geht Memed mit den Briganten unter der Führung von Mad Durdu auf Raubzüge. Durdu zwingt dabei seine Opfer, sich vollständig zu entkleiden und dann zu fliehen, um sie zusätzlich zu demütigen. Als die Gruppe den reichen Teppichhändler Kerimoglu ausraubt und der sich bereits auf Mad Durdus Befehl hin entkleidet, geht Memed dazwischen. Die Gruppe spaltet sich in Mad Durdu und seine Männer sowie Memed und seine zwei Getreuen Sergeant Rejeb und Jabbar. Mad Durdu kündigt Memed ewige Feindschaft und die Entmannung an, sollten sie sich je in den Bergen begegnen. Als Mad Durdus Männer von der Armee eingekreist werden, kommt ihnen Memed zu Hilfe – auf seinen Kopf wiederum sind bereits 5000 Lira versprochen. Bei einem Schusswechsel wird Rejeb verwundet und Mad Durdu getötet.
Memed kehrt in sein Dorf zurück, nur um festzustellen, dass seine Mutter nicht mehr da ist. Auch Abdi Aga ist verschwunden und versteckt sich aus Angst um sein Leben an einem unbekannten Ort. Memed und seine zwei Mitstreiter spüren ihn auf und zünden sein Haus an. Nur knapp kann sich Abdi Aga retten, wird von Memed jedoch für tot gehalten. Memeds Verbündeter Rejeb verstirbt an einer Verletzung, die sich durch den Brandanschlag verschlimmert hatte. Memed trennt sich von seinem zweiten Verbündeten Jabbar, um Hatche allein zu befreien.
Abdi Aga erhofft sich Hilfe vom Großgrundbesitzer Ali Safa, der jedoch bereits wegen der Einfälle der Briganten auf seinen Besitztümern nach Ankara geschrieben hat – die Regierung jedoch, so befürchtet er, wird die Briganten eher begnadigen, als sie zu verfolgen. Auf Bitten Abdi Agas lässt Ali Safa Hatche und Memeds Mutter in ein anderes Gefängnis verlegen. Während des Gefangenentransports gelingt es Memed, beide Frauen zu befreien. Hatche ist von Memed schwanger.
Das Innenministerium erlässt eine Amnestie für alle Briganten, die sich stellen wollen. Auch die Gruppe, die früher von Mad Durdu angeführt wurde, ergibt sich. Als ihr neuer Anführer jedoch verhaftet wird, erkennen sie, dass die Amnestie in Wirklichkeit eine Falle ist und fliehen in die Berge. Memed will sich zunächst auch ergeben, um Hatche und dem ungeborenen Kind eine sorgenfreie Zukunft zu ermöglichen. Er wird von Sergeant Asim, der die Briganten entwaffnen und registrieren sollte, sich jedoch gegen seinen Vorgesetzten gestellt hat, gewarnt. Alles diene nur dem Ziel, Memed zu verhaften. Sergeant Asim schließt sich Memed an und eröffnet ihm, dass Abdi Aga in sein Haus zurückgekehrt sei. Beide steigen in Abdi Agas Haus ein, wo Memed den Gouverneur erschießt. Ali Safa, der zu Besuch bei Abdi Aga war, zeigt sich mit dessen Tod zufrieden, kann er nun doch die fünf Dörfer aus seinem Besitz erwerben. Memed kehrt mit Hatche in sein Dorf zurück, wo er den Einwohnern verkündet, frei von Abdi Agas Tyrannei zu sein.

## Produktion
Memed, mein Falke war der letzte Film, in dem Peter Ustinov Regie führte. Er arbeitete unter anderem mit Denis Quilley zusammen, mit dem er bereits im Film Das Böse unter der Sonne vor der Kamera gestanden hatte. Während der Dreharbeiten zu Memed, mein Falke stiegen die Geldgeber aus der Produktion aus, sodass Peter Ustinov die Produktionskosten aus eigenen finanziellen Mitteln aufbringen musste. Nach Drehende benötigte er sieben Jahre, um die Schulden der Produktion abzuzahlen.
Der Film lief 1984 zunächst für wenige Tage im Minema im Londoner Stadtteil Knightsbridge. Eine spätere Premierengala fand im ABC in der Shaftesbury Avenue in London statt, der Film wurde an den Kinokassen ein Misserfolg.

## Kritiken
Das Lexikon des internationalen Films bezeichnete Memed, mein Falke als „langatmiges Drama nach einer Novelle von Yaşar Kemal mit Peter Ustinov als gewalttätige[m] türkische[n] Großgrundbesitzer.“ Peter Ustinov schätzte die deutsche Version des Filmes mehr als die Originalversion: „Die deutsche Version war ausgezeichnet, ganz einfach deswegen, weil alles synchronisiert wurde und jede Rolle von Deutschen gesprochen wurde, wodurch eine Durchgängigkeit entstand, die der Film bei uns nie hatte.“ Darsteller Denis Quilley bewertete den Film als „fehlerbehaftet und misslungen“.